# De weetmuts
Heer Bommel en de weetmuts (in boekuitgaven/spraakgebruik verkort tot De weetmuts) is een verhaal uit de Bommelsaga, geschreven en getekend door Marten Toonder. Het verhaal verscheen voor het eerst op 30 september 1975 en liep tot 8 januari 1976. Thema: Het collectieve brein.

## Hoorspel
- De weetmuts in het Bommelhoorspel